# Chozas de Arriba
Chozas de Arriba es una localidad del municipio de Chozas de Abajo, en el límite del Páramo Leonés y comienzo de la Ribera del Órbigo, pertenece al municipio de Chozas de Abajo de la provincia de Provincia de León, comunidad autónoma de Castilla y León, España.
El pueblo se encuentra ubicado en un llano de prados en su redor. Mirando hacia al norte se aprecia a lo lejos una línea sinuosa de montañas, entre ellas lo Pico Polvoredo de Correcillas y las peñas calcáreas de las Hoces del Torio. 
Hay largas calles, un par de plazas, una fuente pública ornamental y casa de cultura. 
La iglesia, bajo la advocación de San Pedro Apóstol, contiene un pórtico dónde a mano derecha se exhibe una pila para abluciones del agua que llega por un aguamanil tallado en piedra.

## Festividades y eventos
- Fiesta patronal de San Pedro (29 de junio) celebrándose ésta el fin de semana más próximo.

- Fiesta del cazador: (último fin de semana de agosto) esta fiesta se hace como agradecimiento hacia todos los vecinos del pueblo por permitir que se pueda hacer el deporte cinegético de la caza en sus propiedades. Se reparten chicharros en escabeche, pan y vino para todos los vecinos del pueblo.

- San Isidro(15 de mayo) Se cambia para el sábado más cercano al día San Isidro.

- Etapa reina marcha ciclo-turista. Es una marcha ciclo-turista nivel (bajo-medio) que se realiza todos los años partiendo de Chozas de Arriba y realizando un recorrido por los pueblos y parajes del entorno, al regreso se tiene una comida todos juntos en la cual también pueden participar personas que no realicen la marcha (Previo pago). Todo ello finaliza por la noche con la verbena.

## Laguna de Fuente Blanca

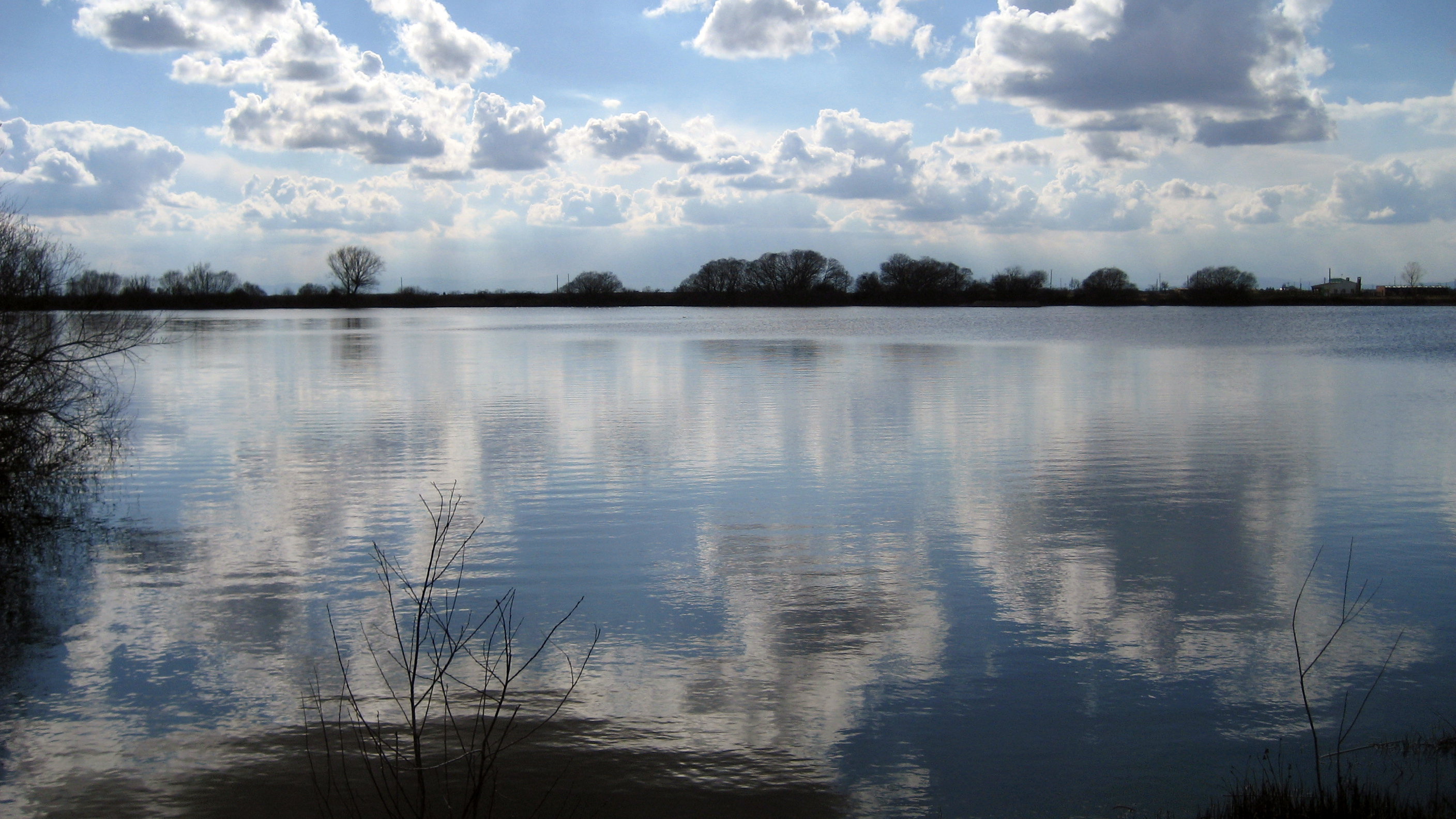
Laguna de Chozas de Arriba.

Dista del pueblo algo menos de un kilómetro. Los sauces y mimbreras guardan su entorno. 
Es un hábitat ideal para patos silvestres, pollas de agua y aposento en el camino de singladura para aves migratorias.
Su longitud total es de 650 metros y su anchura de 530 metros. Son tres lagunas consecutivas y denominadas "El Estanque" a todo el conjunto. 
- La primera laguna recibe el nombre de "Codojal" y se hizo cercándola con carros de tapines, a base de trabajo en "facendera", teniendo por finalidad regar los terrenos dedicados a cultivar cereales.

- La siguiente laguna es denomina "de Tierra" y se hizo alrededor del año 1941 y 1942. El muro, se fabricó con el material del mismo terreno, y cada vecino debía construir tantos metros de muro en proporción a la superficie que iba a regar. A esta laguna iba a parar el total de la "Fuente Blanca".

- La siguiente laguna, que se denomina "de Cemento" es más moderna, fecha del año 1951. En sus comienzos se le construyó un muro de tierra pero más adelante se construyó de hormigón. Se repobló las aguas con tencas y barbos. Ahora hay también carpas y cangrejos americanos y otros.

- Datos: Q2389166